# بروکویل
بروکویل (انگلیسی: Brookville) شرکت تجهیزات ترابری ریلی آمریکایی است، که در سال ۱۹۱۸ تأسیس شد.